# 朗格维森
朗格维森（發音：[ˈlaŋəˌviːzn̩] ⓘ）是德国图林根州伊尔姆县曾经的一个市镇，面积27.51平方千米，2016年12月31日人口为3,544人。2018年7月6日，朗格维森与另外3个市镇并入市镇伊尔默瑙。